# Садовский, Всеволод Сергеевич
Все́волод Серге́евич Садо́вский (бел. Усевалад Сяргеевіч Садоўскі; род. 4 октября 1996, Минск) — белорусский футболист, нападающий польского клуба «Котвица».

## Клубная карьера
Футболом начинал заниматься в 7 лет в минском СДЮШОР «Динамо». Спустя четыре года перебрался в «МТЗ-РИПО», но там задержался ненадолго, после чего оказался в системе БАТЭ. В возрасте 15 лет на некоторое время перестал тренироваться и занялся образованием. Но через два года его пригласили на просмотр в «Минск», с которым он в итоге подписал контракт. За основную команду клуба не играл, выступая в турнире дублёров.
В начале 2016 года ездил на просмотр в екатеринбургский «Урал», которым тогда руководил его соотечественник Вадим Скрипченко. По результатам сборов стороны пришли к решению не подписывать соглашение. После этого Садовский вернулся в Беларусь, где подписал контракт со «Звездой-БГУ». Первую половину сезона Всеволод был вынужден пропустить из-за травмы, в связи с чем его дебют в Первой лиге состоялся только 16 июля в игре со «Смолевичами». Садовский вышел в стартовом составе и отметился в протоколе встречи жёлтой карточкой на 66-й минуте, после чего был заменён на партнёра по команде. 16 августа забил свои первые голы в профессиональной карьере, сделав дубль и принеся тем самым своей команде победу со счётом 3:1 над «Ошмянами». В сезоне 2018 года Садовский записал на свой счёт 21 мяч в 24 играх первенства, став лучшим бомбардиром, и помог своей команде выйти в Высшую лигу. 31 марта 2019 года в его составе дебютировал в чемпионате Беларуси в матче первого тура со «Слуцком».
22 июля 2019 года перешёл в «Динамо-Брест», однако, до конца сезона продолжил выступать за «Энергетик» на правах аренды. В новом сезоне дебютировал за брестский клуб 28 марта 2020 года в игре со «Слуцком», выйдя на замену на 64-й минуте вместо Денис Лаптева. Закрепиться в основе не смог, преимущественно выходил на замену.
В июле 2020 гола стал игроком брестского «Руха».
8 марта 2022 года стало известно, что игрок прибыл в расположение казахстанского клуба «Ордабасы» и скоро подпишет контракт с клубом. Дебютировал за клуб 17 марта 2022 года против «Акжайык». В матче 3 апреля 2022 года против «Каспия» забил свой дебютный гол.
14 марта 2025 года стал игроком польской «Котвицы» из первой лиги. В матче 27-го тура с «Гурником» из Лечны (0:0) «Котвице» засчитали техническое поражение. Клуб нарушил правило о количестве игроков из-за пределов Евросоюза, которые одновременно могут находиться на поле (не более двух). В стартовом составе был один футболист из-за пределов ЕС — бразилец Лукас Рамос, но позже на замены вышли белорус Садовский и японец Юдай Навате. До окончания сезона сыграл 11 матчей и отметился 2 результативными передачами. В июне подписал контракт до конца 2025 года с казахстанским клубом «Женис».

## Карьера в сборной
11 ноября 2016 года провёл один матч за молодёжную сборную Беларуси. Садовский вышел в стартовом составе на товарищеский матч с Украиной, а в перерыве уступил место Артёму Васильеву.
В феврале 2020 года главный тренер национальной сборной Беларуси Михаил Мархель вызвал Садовского в сборную на товарищеский матч с Болгарией, но в заявку на игру нападающий не попал.

## Достижения

### Командные
«Энергетик-БГУ»
- Серебряный призёр Первой лиги Беларуси: 2018

«Динамо-Брест»
- Обладатель Суперкубка Беларуси: 2020

«Ордабасы»
- Обладатель Кубка Казахстана: 2022
- Чемпион Казахстана: 2023

### Индивидуальные
- Лучший бомбардир Первой лиги Беларуси: 2018